# Tarnówko (wieś w województwie zachodniopomorskim)
Tarnówko – wieś w Polsce, położona w województwie zachodniopomorskim, w powiecie goleniowskim, w gminie Goleniów, ok. 10 km na południowy wschód od Goleniowa, przy drodze prowadzącej na Stargard, nad strugą Wisełką, na Równinie Nowogardzkiej, w niewielkiej dolinie otoczonej przez wzgórza – drumliny.
Około 0,7 km na północny zachód od wsi leży osada leśna o tej samej nazwie Tarnówko, która posiada osobny status osobnej miejscowości (w tej samej gminie).
Większość domów mieszkalnych we wsi pochodzi z okresu polskiego. Obecnie jest to miejscowość rolnicza oraz pełni funkcje mieszkalne (nowe budownictwo przy drodze na Stargard). Okolice wsi to tereny pagórkowate, głównie pola i łąki, jedynie od strony Danowa znajduje się las, w którym niegdyś zbudowano staw.
W latach 1975–1998 miejscowość należała do województwa szczecińskiego.

## Zabytki
Zabytkowy dwór, położony obok drogi do Tarnowa, został zbudowany w pierwszej połowie XIX wieku w stylu neoklasycystycznym. Jest to budynek murowany z elementami ryglowymi, założony na planie prostokąta. Ciekawe rozwiązania architektoniczne prezentują gzymsy oraz opaski wokół okien. Obecnie budynek został sprzedany i jest remontowany. Jedynie część południowo-zachodnia została przebudowana. Obok dworu znajdują się zaniedbane budynki gospodarcze (dawny folwark) oraz ogród i sad. Do domu prowadzi aleja kasztanowa, gdzieniegdzie ruiny dawnych cokołów parkanu oraz bramy wjazdowej.
Drugim zabytkiem jest kościół z XV w. Obecnie pozostała tu jedynie kamienno-ceglana trójkondygnacyjna wieża, zwieńczona XIX-wieczną drewnianą nadbudówką oraz niewielkie fragmenty fundamentów kościoła. Na podwyższonym terenie okalającym znajdują się również stare nagrobki i krzyże żeliwne, świadczące o istnieniu w tym miejscu ewangelickiego cmentarza.
Przy drodze do Tarnowa warto zobaczyć również aleję ok. 150-letnich dębów.

## Historia
Najstarsze ślady osadnictwa pochodzą z okresu kultury lateńskiej. Potwierdzają to znaleziska archeologiczne. Pierwsza nowożytna wzmianka o wsi pochodzi z wieku XV. Tarnówko zostało założone na planie ulicówki, jako własność rodu von Petersdorf (do roku 1928). Pod koniec XVIII wieku znajdowały się tutaj dwa folwarki, młyn wodny na rzece Wisełce oraz kilka gospodarstw rolnych. W 1925 roku wieś liczyła ok. 115 mieszkańców. W czasie II wojny światowej została prawie całkowicie zniszczona. Pozostały jedynie ruiny kościoła oraz zabytkowy dwór z folwarkiem.
Do 1945 r. poprzednią niemiecką nazwą wsi była Lüttkenhagen. W 1948 r. ustalono urzędowo polską nazwę wsi Tarnówko.